# Hockey Club du Fresnoy Tourcoing
L'Hockey Club du Fresnoy Tourcoing è un club di hockey su pista avente sede a Tourcoing in Francia .

Il club è stato fondato nel 1911.

## Palmarès

### Titoli nazionali
- Campionato francese: 6
  - 1911-12, 1912-13, 1921-22, 1922-23, 1927-28, 1951-52